# Trichoglottis pusilla
Trichoglottis pusilla es una especie de orquídea, originaria de Asia.

## Descripción
Es una planta pequeña, que prefiere el clima cálido, de hábito epifita monopodial con hojas en forma de cinta con ápice desigual bidentado y canalizado. Florece en el otoño y el invierno en una inflorescencia axilar, que abre sucesivamente con hasta 3 flores ligeramente fragantes.

## Distribución y hábitat
Se encuentra en la Isla de Java y Sumatra en árboles aislados en lo alto de las ramas a plena luz en elevaciones de 1000 a 2000 metros. 

## Taxonomía
Trichoglottis atropurpurea fue descrita por (Teijsm. & Binn.) Rchb.f. y publicado en Bonplandia (Corrientes) 4: 325. 1856.
Etimología
Trichoglottis, (abreviado Trgl.): nombre genérico que deriva de las palabras griegas: θρίξ = "pelos" y γλῶττα = "lengua".
pusilla: epíteto latino que significa "muy pequeña, minúscula".
Sinonimia
- Trichoglottis cochlearis Rchb.f.
- Trichoglottis pusilla f. fatoviciana Choltco
- Vanda pusilla Teijsm. & Binn.[4][5]